# Brian Boru (album)
Pour les articles homonymes, voir Brian Boru.
Albums de Alan Stivell
Again
(1993) 1 Douar
(1998)
Singles
1. Brian Boru (edit radio) + Cease fire
Sortie : 1995
2. Let the plinn (edit radio) + Mnà na hEireann
Sortie : 1995
3. Mairi's wedding (edit radio) + De' ha bla
Sortie : 1995

Brian Boru est le dix-huitième album d'Alan Stivell, paru le 22 mai 1995. Produit par Martin Meissonnier, artisan de la world music, Brian Boru est considéré par les spécialistes comme un chef-d'œuvre. Il renouvelle en effet la musique celtique en lui intégrant le flow du hip-hop et la rythmique electro.
Les traditionnels choisis sont représentatifs de la Celtie, connue pour son unité comme sa diversité, et les paroles écrites par Alan Stivell témoignent de l'époque, à savoir la pollution de l'air et l'incendie du palais du Parlement de Bretagne. L'ensemble conserve un même aspect mythique voir mystique.
L'accueil emballé des critiques s'accompagne d'un succès populaire avec la vente de plus de 100 000 albums et d'une reconnaissance professionnelle par sa nomination aux Victoires de la musique 1996.

## Caractéristiques de conception

### Thèmes et influences
« Ce CD est consacré à des standards de la musique celte qui m'ont hanté depuis l'enfance. Plusieurs étaient autrefois populaires des deux côtés de la Manche et furent importants dans mon background. Juste un peu de romantisme. »
— Alan Stivell, texte de présentation dans le livret de l'album.

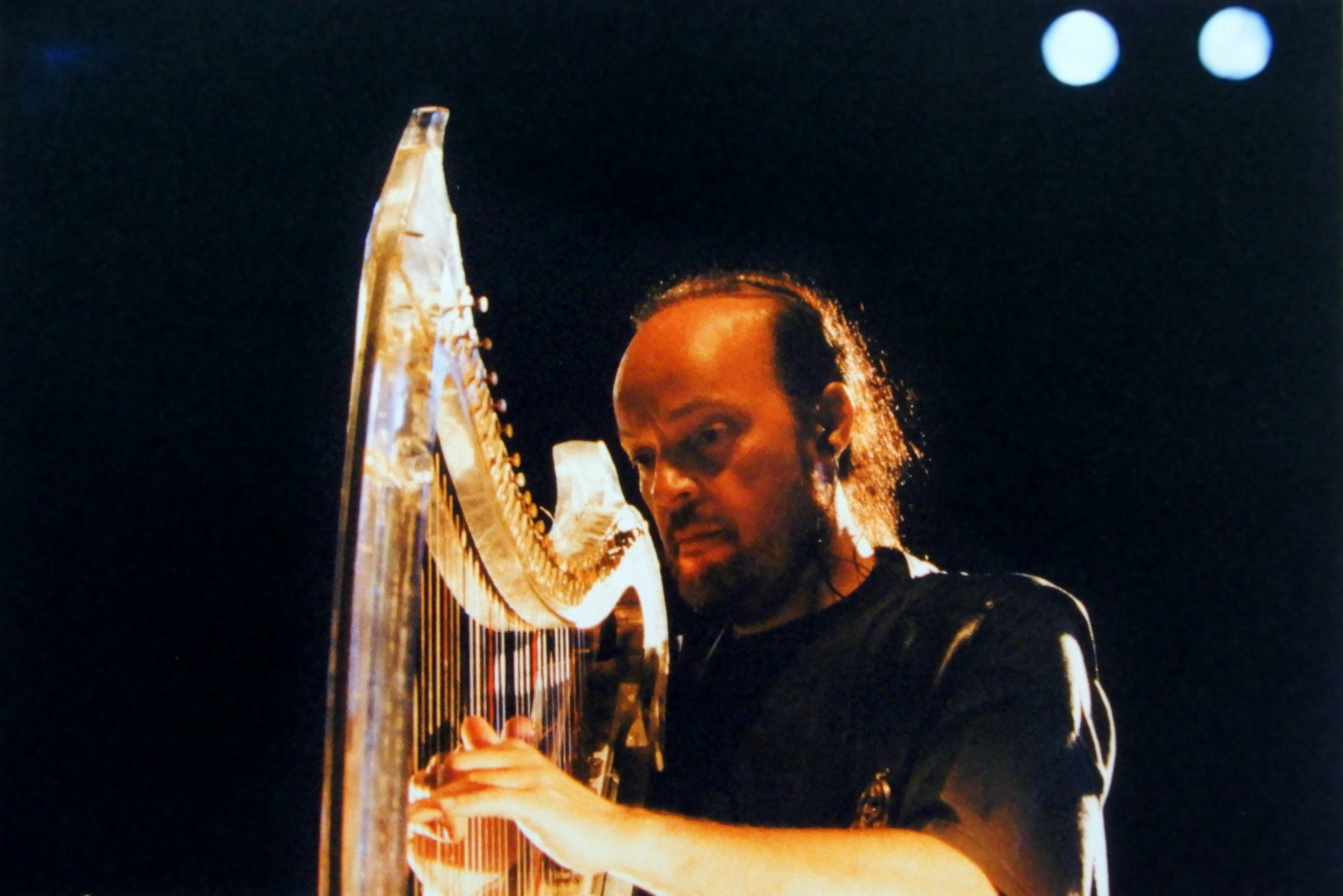
Alan Stivell lors de la tournée Brian Boru en 1996 à La Baule (Bretagne)

L'album, dédié à l'unificateur de l'Irlande, Brian Boru, fait le tour des musiques celtes, à travers des chants, musiques et danses traditionnels ou des compositions, arrangés par des sons actuels (« un traité de panceltisme à l'usage des jeunes générations »). Pour Alan Stivell il représente aussi l'extraversion d'une introspection : ce disque tient compte de la résultante de toutes ses observations et de ses recherches antérieurs, en phase avec la tendance aux « métissages » des années 1990 pour ce chef de fil de la world music, tout en empruntant les chemins de l'exploration et de l'expérimentation. Il s'agit d'une musique « globale » comprenant sons ancestraux et contemporains où les instruments traditionnels les plus divers (bouzouki, bongos, ukulélé, flûtes irlandaises, fiddle, pipe bands) côtoient des instruments électriques et des influences « techno ». 
Dans Télérama, Eliane Azoulay résume ainsi la diversité du contenu : « En une judicieuse alternance de douces ballades et de tempos plus heurtés, il nous mène de vieilles complaintes écossaises en pimpantes danses des îles Hébrides, avec, ici ou là, un clin d'œil vers le rock. On vibre aux entrecroisements de sa douce voix mâle et d'une tendre voix de femme, on applaudit au superbe rap-dance à la bretonne sur des binious très swing, on est envoûté par une mélodie traditionnelle ponctuée de rare pincements de cordes. ».

### Enregistrement

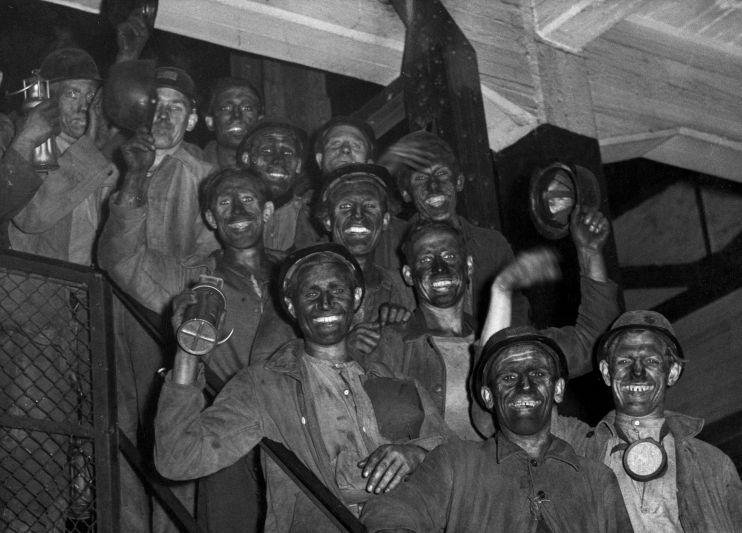
80 mineurs gallois posent leurs voix sur la chanson dédiée à l'incendie du Parlement de Bretagne

L'album est enregistré au studio d'Alan Stivell durant l'hiver 1994-95 ainsi qu'à Paris (Acousti), en Irlande (Dublin), en Écosse (Glasgow), au pays de Galles, avec des arrangements signés Stivell (sauf Cease Fire travaillé avec les musiciens Irlandais). La prise de son bénéficie de moyens de qualité. Il est produit par Martin Meissonnier, qu'Alan Stivell connaissait comme producteur de l'émission télé Mégamix et comme guitariste de rock. Avec lui, il effectue une étroite collaboration durant plusieurs mois, pour « un travail très complémentaire ».

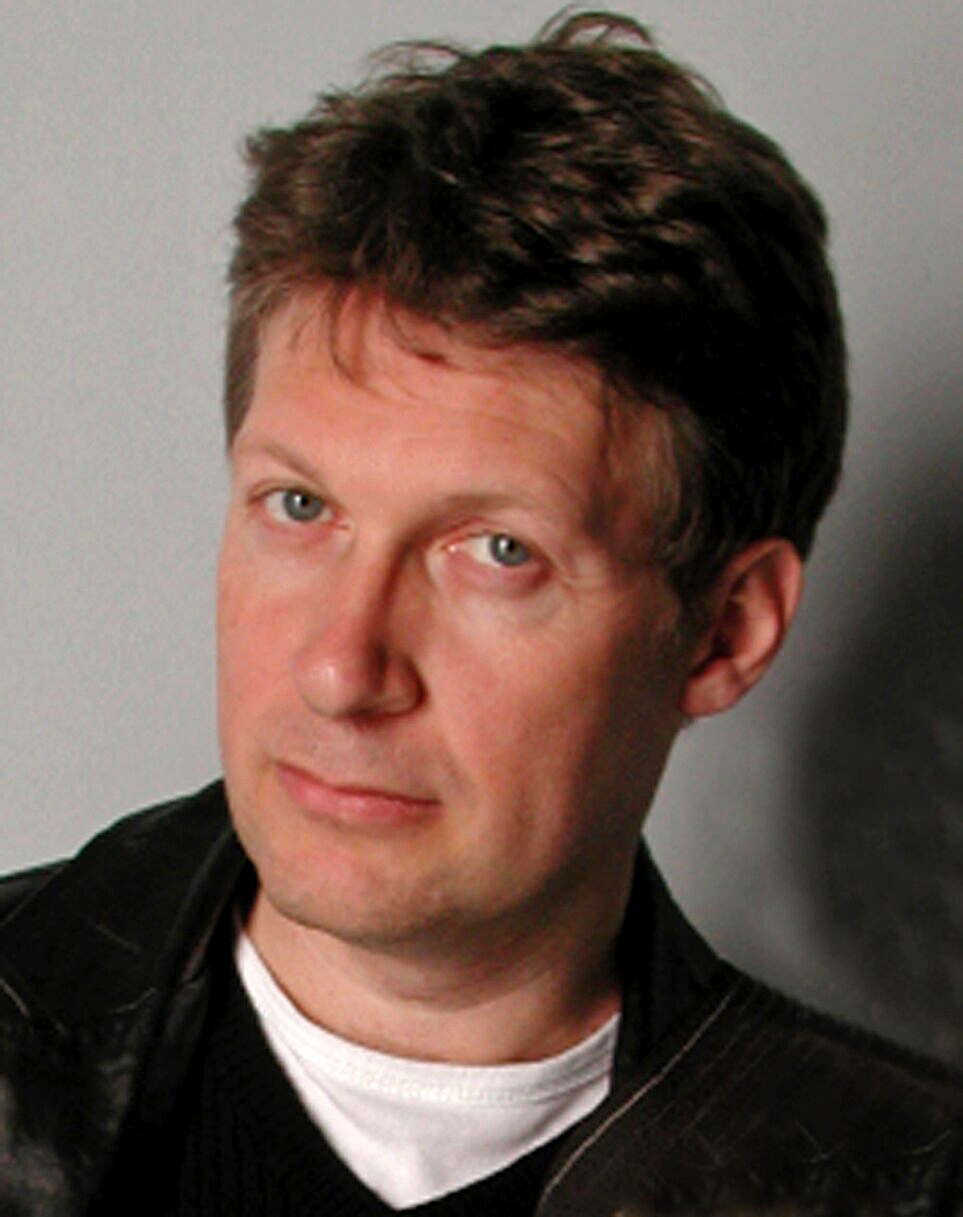
Martin Meissonnier

La pré-production a lieu dans le studio de l'artiste à Betton, en travaillant à partir des maquettes qu'il réalise sur l'Atari. Martin Meissonnier y installe son home studio et Erwan Le Marc'hadour son Mac pour le côté technique. Beaucoup de guitares et quelques harpes, enregistrées comme sons témoins dans le Pro Tools, puis reportées après édition sur le TASCAM DA-88, se sont retrouvées dans le mixage final. Une grande partie de l'album a été enregistré « à la maison », le reste les ayant conduits en Irlande, en Écosse ou au Pays de Galles, où ils enregistrent 80 mineurs chantant en chœur sous un préau d'école.
Pour le côté artistique, Martin Meissonnier a effectué une recherche de sons pour que s'installe une cohérence du premier morceau au dernier du CD. Il a privilégié l'émotion qui se dégageait des prises, comme en témoigne Stivell : « Il m'a aidé comme sur certains morceaux où je pensais recommencer la prise à cause d'erreurs de prononciation de texte en gaélique, alors que lui estimait que le feeling du titre était bon et qu'il fallait la garder. » Alan Stivell appréciant l'aspect hypnotique du rythme, il a privilégié la tournure « groove » pour éviter des phrases rythmiques trop complexes. Le shuffle tout à fait spécifique des musiques est bien accentué.
Alan Stivell et Martin Meissonnier font appel à des musiciens de studio français réputés : Guy Delacroix (Jean-Jacques Goldman, Jean-Michel Jarre, directeur musical des Enfoirés), Jean-Jacques Hertz (direction artistique de la cérémonie des JO de 1993 avec Meissonnier), Marc Chantereau (Voyage), Xavier Desandre, François Ovide. Les musiciens traditionnels sont également nombreux, venus d’Écosse et d'Irlande.

## Parutions et réception
Le CD paraît en mai 1995 chez Disques Dreyfus et il est réédité en 2005 par Harmonia Mundi. Il est paru jusqu'au Japon. En France, il entre dans le « Top albums » le 21 mai 1995 et il atteint la 25e position : 35 000 albums sont vendus en trois mois. Il se vend à plus de 100 000 exemplaires (disque d'or). Par ses innovations et ses sonorités qui « révolutionnent » la musique traditionnelle celtique, cet enregistrement retient l'attention du jury qui le nomine aux Victoires de la musique 1996. Mais, force du destin, c'est Dan Ar Braz avec l'album En concert de l'Héritage des Celtes qui remportera le prix. Portées par la world music, les musiques traditionnelles retrouvent une place importante en France et la Bretagne connaît un regain d'activité musicale.
Pour l'Express, « 1995 voit enfin une reconnaissance de ces musiciens - Stivell sort également un nouvel album - dont la recherche est fondée sur la connaissance profonde de la musique bretonne et le métissage des sons et des instruments. Inspirées de mélodies ou de thèmes traditionnels gallois, écossais, irlandais ou armoricains, leurs créations ou relectures sont le reflet de sensibilités hybrides. » Dans l'émission Taratata sur France 2, l'album est présenté au cours d'une interview d'Alan Stivell en compagnie de Jim Kerr de Simple Minds.

### Articles journalistiques
Le disque bénéficie globalement d'un accueil remarqué de la part du public et de la critique, française et internationale. Ainsi, dans Télérama, Eliane Azoulay écrit : « Longtemps qu'on avait entendu un aussi bel album de musique bretonne [...] L'ensemble est emballant. » Quant à Emmanuelle Debaussart de Rock & Folk, elle salue ainsi Let the Plinn et le travail accompli : « On dirait du rap, mais venu d'ailleurs, du bout des terres, illustré de sonorités jusqu'alors inusitées en la matière [...] Cet album relifte des airs celtiques intemporels en nouveaux classiques contemporains, et permet de réviser ses idées reçues sur Alan Stivell. » Et pour le journal L'Humanité, « Brian Boru revisite, en le bousculant violemment et magnifiquement, le répertoire classique celte. » Dans Le Nouvel Observateur, Bernard Géniès affirme : « le barde de l'ère atomique parvient sans peine à nous séduire. Rien de plus normal. Stivell est malin comme un korrigan. » RFI note sur son site le commentaire suivant : « La presse est dithyrambique et reconnaît là un des meilleurs disques du musicien breton. » Didier Le Goff écrit dans la revue Ethnotempos que « 1 Douar et Back to Breizh faisaient suite à un pur chef-d’œuvre, Brian Boru », même qualificatif employé par Jean-Louis Brossard, directeur des Trans musicales et Ronan Gorgiard dans le livre L'étonnante scène musicale bretonne.
Les intentions du musicien sont saluées par la presse britannique, qui ira jusqu'à classer Brian Boru comme l'un des plus beaux disques de musique celtique de l'année. Aux États-Unis, concernant Let The Plinn, Richard Klecka déclare dans son « Music Reviews » : « The strange juxtaposition of rock and rap with spooky chanting vocals make Let the plinn one of the most interesting dance tunes I've lately encountered. For a taste of the current wave of new hybrid world music, this one's a current fave. The guy sounds sorta like Sting when he sings. » Jo Morrison insiste sur la performance de maintenir une unité tout en explorant un large éventail de styles contemporains : « The traditions come alive while he pursues what the future can bring when blended with this rich and glorious past. If you like the modern and the traditionnal, this album is well worth exploring ».
La critique de Bruce Eder, publiée sur le site AllMusic, est élogieuse, emballé par les nouveaux sons celtiques : « L'effet est envoûtant, tant les polyrythmies se croisent et s'entremêlent, guitares électriques, harpes et cornemuses se complètent mutuellement (de façon la plus saisissante sur la Sword Dance de haute énergie), et la voix de Stivell - sonnant comme s'ils venaient d'un endroit lointain et distant - portent l'auditeur dans de nouveaux sommets de la création et de l'invention musicale. ». Mike McLatchey, spécialiste de la musique progressive, considère que « Stivell livre avec son panache habituel, un album de musique celtique solide et divertissante, aussi avant-gardiste que les anciens albums et assez contemporain ».

### Deux ans de tournée

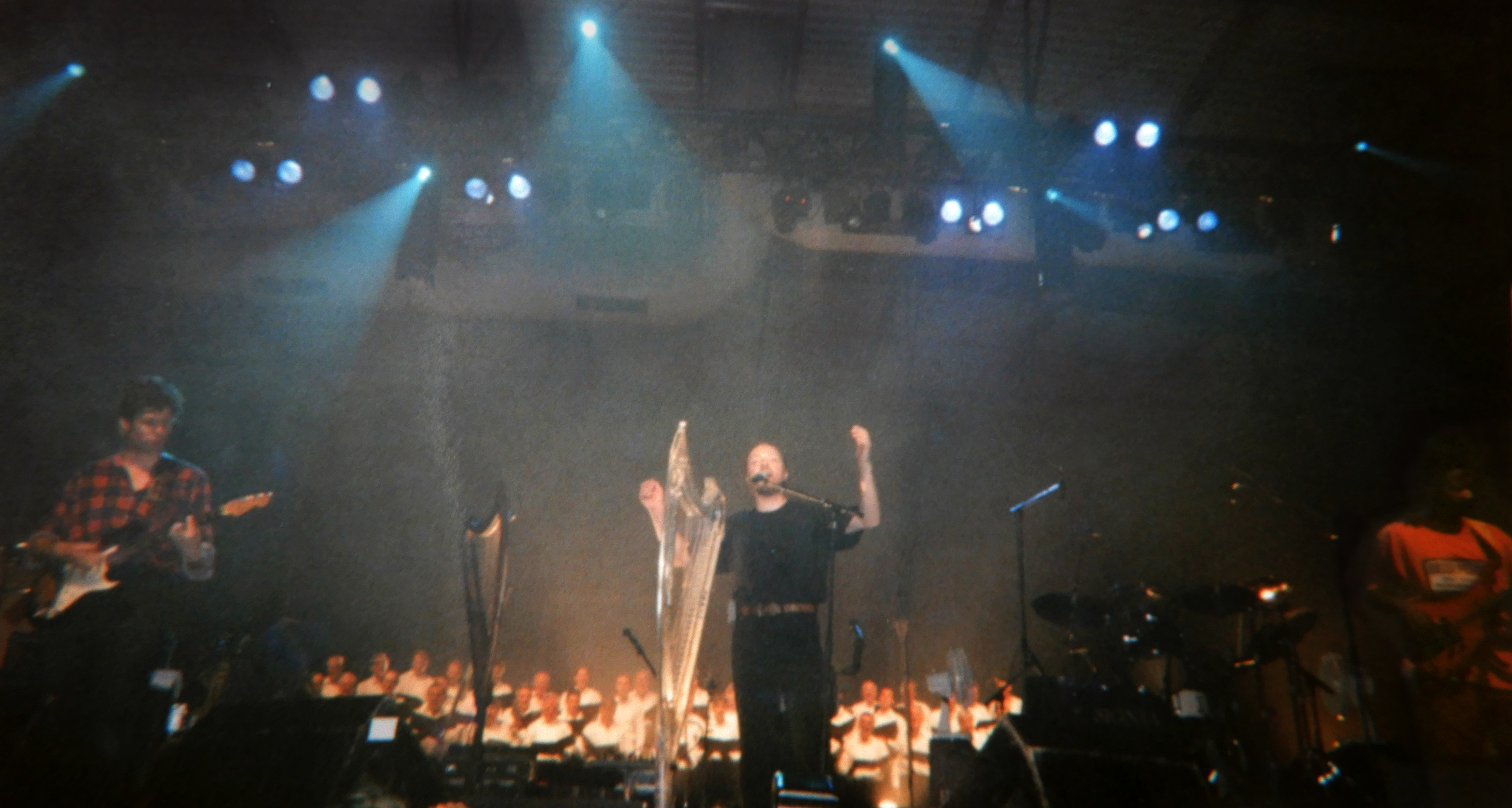
Le Festival interceltique en 1995

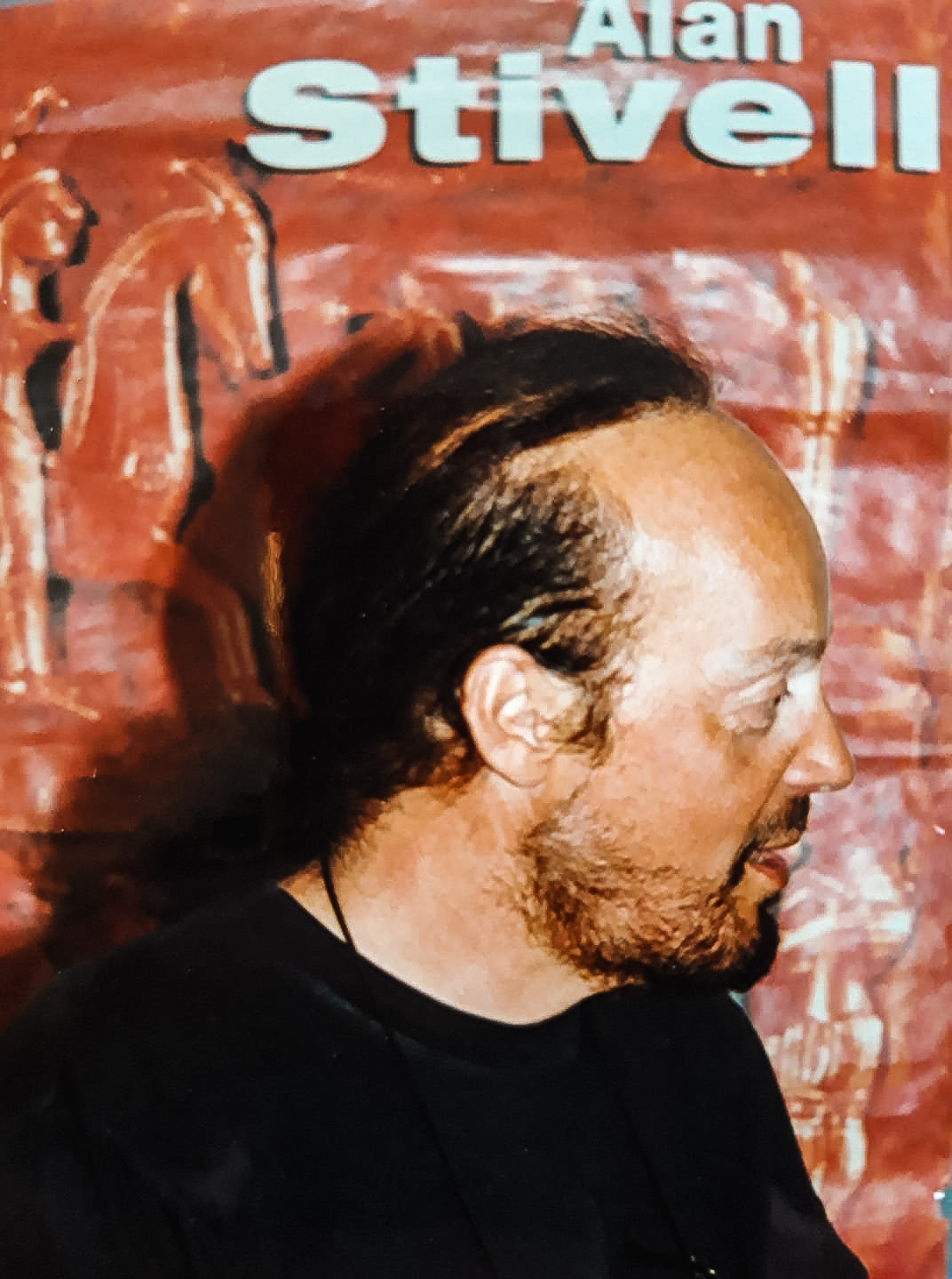
Alan Stivell le 16 août 1996 à Guingamp.

La tournée démarre par le Zénith de Paris le 22 juin 1995 et se termine deux ans après par des concerts à l'Ouest des États-Unis et au Québec. Un grand concert rassemblant une partie des invités de l'album dont le chœur gallois Côr y Brythoniaid, un pipe band, Tannas, a lieu dans le cadre du Festival interceltique de Lorient 1995. En novembre, la tournée passe par les Transmusicales à Rennes, devant 6 000 personnes au Liberté, avec une affiche axée « sono mondiale » ce soir-là (Fun-Da-Mental (en), Suns of Arqa (en), Radio Tarifa) et Daft Punk le samedi. Le Paris and District Pipe Band est présent sur deux dates, au festival de la Saint-Loup à Guingamp (avec The Scottish Gas Pipe Band) puis à La Courneuve à Paris pour la Fête de l'Humanité. La tournée française de l'été 1996 se conclut par un grand concert devant 60 000 personnes à la Fête de l'Humanité, avec en invités la Kevrenn Brest Sant Mark et Idir pour un duo.

## Caractéristiques artistiques

### Description des chansons
Brian BoruPour le titre qui donne celui du disque, Stivell remercie Roisin Ni Mhianain pour l'idée du poème de Caitlín Maude, poète, actrice et chanteuse traditionnelle irlandaise (1941-1982). À travers Brian Boru, figure guerrière à la fois historique et mythique, Alan Stivell salue l'unité irlandaise et rêve de celle des Celtes. Le message humaniste prône la transmutation de « l'énergie de guerre en énergie de paix ». Son texte contient « un choix délibéré de mots en bretons et irlandais pouvant être compréhensibles par les deux peuples »,. Máire Breatnach accompagne Stivell afin d'alterner le breton et le gaélique. La phrase A de la musique est une adaptation de Brian Boru's March, les phrases B et C sont des compositions. Parmi les instruments de cette geste historico-musicale : la harpe celtique bien sûr, mais aussi le pib-ilin de Ronan Browne, les guitares électriques ou la batterie de Mokhtar Samba.

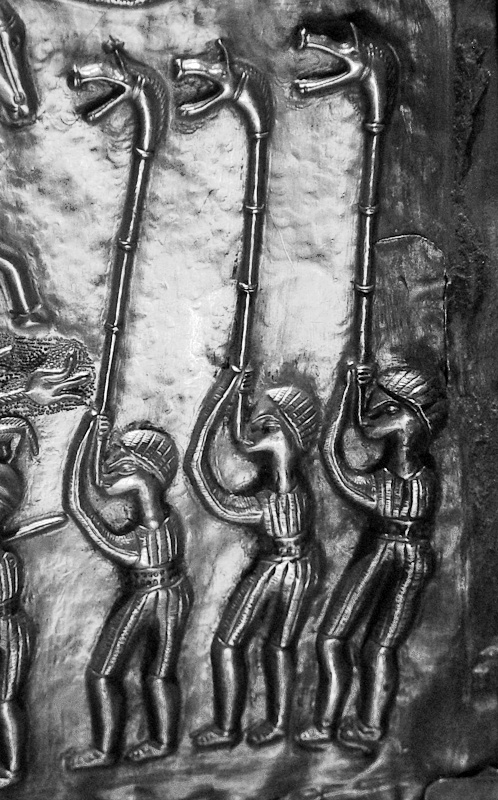
Joueurs de carnyx du chaudron de Gundestrup détournés dans le clip de Let the Plinn

Let the PlinnMorceau qui marque la poursuite de l'innovation musicale de Stivell et fait entrer ici le chant breton et la musique bretonne (dañs plinn) dans la modernité des années 1990, et plus particulièrement dans la mouvance hip-hop. Ce parallèle est rendu possible grâce au travail de programmation d'Erwan Le Marc'hadour, mais aussi le « syncopé vocal » traînant de sa propre voix proche du rap, la batterie et la basse puissants martelant le rythme séquencé de la musique, le tout relevé par des interventions feutrées à la guitare électrique et par la bombarde. Accentuant le côté mystérieux et world music, le chant de Dorean, Sandra McKay et Mary Lean (du groupe écossais Tannas) rappel celui des Amérindiens, en scandant le mot Hiriv ("de nos jours"). Sur son blog, le chanteur précise que l'« on n'est pas loin du rap. [...] je cherche souvent des titres qui puissent accrocher un peu l'oreille. Souvent des simil-jeux de mots. Let the Plinn rappelle effectivement le nom Led Zeppelin. Et je déforme et abrège l'anglais pour Let's dance the Plinn. ». Le sous-titre « L'heureuse naissance du rap celtique » place cette chanson en position d'initiatrice d'un genre que suivra ensuite Manau par exemple. Quant aux paroles en argot breton, elles opposent un jeune qui commence à fumer se prenant pour un "cowboy" devant les "nanas" (« Tu t'es vu dans le miroir, la cigarette au bec ? À Hollywood tu t'crois, acteur de western ? ») et le narrateur : « Moi j'ai besoin d'air pur, respirer à plein poumon, à plein nez, détendu /J 'n'aime que les embruns et le fouet du vent, le vent quand il est fort ». Le clip réalisé par Bandits colle au thème de l'album et de la chanson : le visage d'Alan chantant apparaît sur fond noir dans les tons gris-bleu tandis que se dessinent et se meuvent les guerriers de la pochette et des motifs celtiques, comme surgissant de gouttes d'une pluie salvatrice à laquelle le chanteur s'abreuverait.
Mnà na hÉireann (Women of Ireland)Texte du poète Irlandais Peadar Ó Doirnín (en) (1700-1769) mis en musique par Seán Ó Riada, que l'interprétation à la harpe et au chant mettent en valeur. Cette ballade a été rendue célèbre par The Chieftains dans le film Barry Lyndon en 1975, en 1989 avec le tube Words de The Christians, par Mike Oldfield un an après avec son instrumental et en 2010 par Nolwenn Leroy. Stivell y apporte sa touche personnelle.
Ye Banks And BraesChanson écossaise du poète Robert Burns (1759-1796), agrémentée de l'adaptation en breton Hirvoudoù de l'Abbé Augustin Conq (pseudonyme Paotr Treoure), sur une musique de James Miller. Devenue populaire en Bretagne, dans sa version en breton, elle a accompagné Alan Stivell dès son enfance. Il chante avec Tracey Booth le texte du « fils préféré de l'Écosse » (qui inspira aussi Robert Schumann), où il est question de cœur brisé ; un dialogue romantique ponctué notamment par la harpe de Stivell et la guitare électrique de Meissonnier.

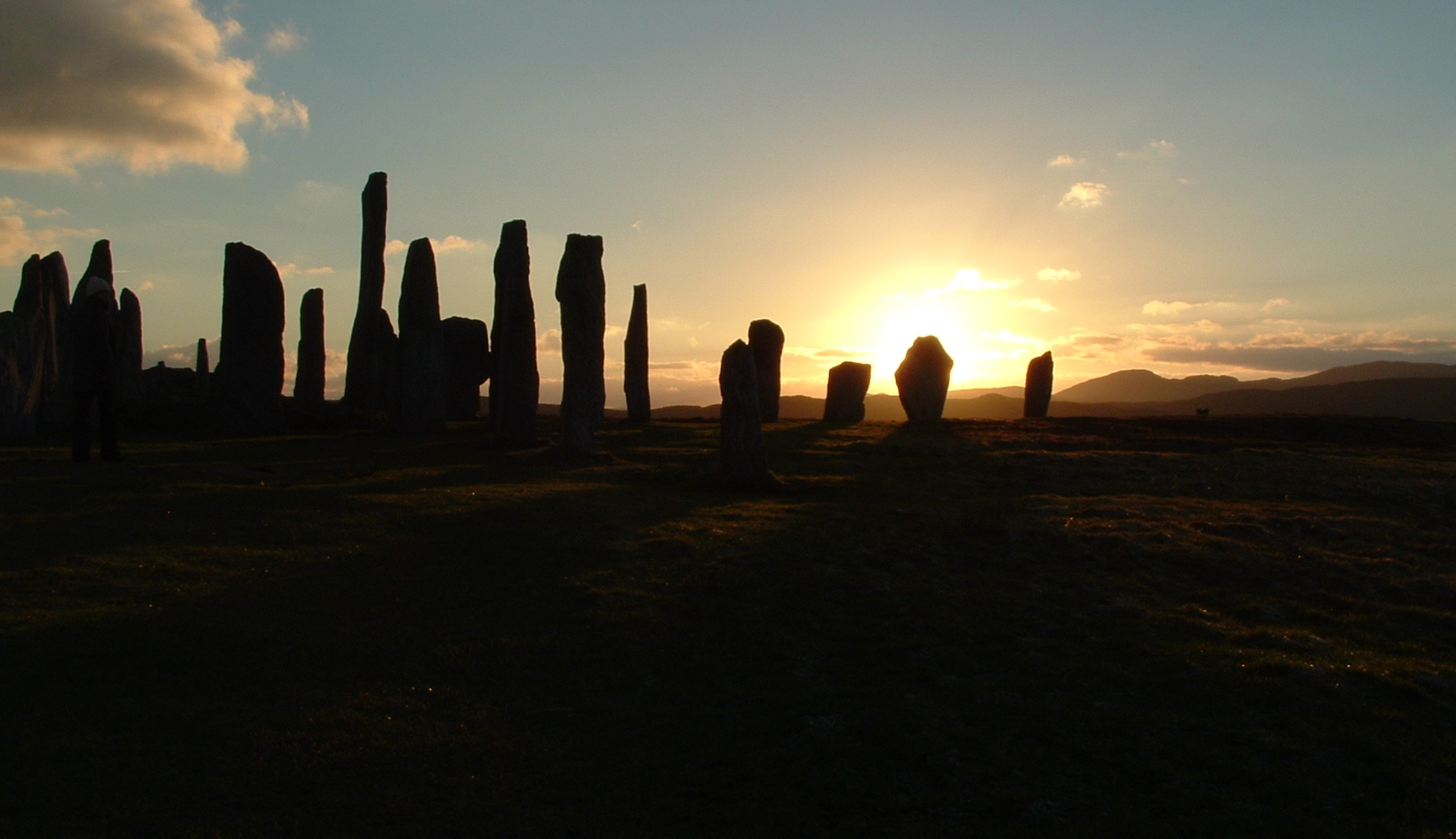
Menhirs de Calanais sur l'île de Lewis.

Mairi's Wedding (en)Chant de noce de l'île de Lewis en Écosse, composé à l'origine par Hugh S. Robertson (1874-1952), le plus souvent interprété à l'accordéon (aussi connu sous le nom de Lewis Bridal song). Revisitée par Alan Stivell, ses musiciens et la programmation informatique, la composition est modernisée. AllMusic la considère comme « l'une des chansons de style rock les plus passionnées que Stivell n'ait jamais enregistré ».
Cease FireReel traditionnel irlandais Maids of Mount Cisco, arrangé par Stivell, avec un texte du poète dublinois contemporain Theo Dorgan : pour l'artiste, « c'est un paradoxe entre un texte noir et une musique pleine de vitalité ». Les instruments celtiques, dont le fiddle de Máire Breatnach, mènent la danse pour accompagner le chanteur, agrémentés d'une utilisation imaginative d'un ukulélé ou des bongos selon la harpiste Jo Morrison. Ce « Cessez-le-Feu » est aussi un appel à la paix : « Nous ne serons tranquilles, jamais plus les larmes, que lorsque la paix sera là ».
De' ha bla' (« Anniversaire »)Traditionnel breton servant d'intermède, avec un message d'anniversaire écrit par Alan Stivell en anglais pour espérer « chaleur dans le cœur, rires parfumés au whisky, fleurs de chance et bonne santé ».
Sword DanceMorceau arrangeant, électrifiant et informatisant plusieurs traditionnels écossais et bretons sur une rythmique répétitive mais laissant le dernier mot au Glasgow Skye Association Pipe Band pour un final à l'unisson par-dessus un bourdon électronique. Martin Meissonnier a cherché à retrouver via l'electro le « swing celtique un peu "ternairisé" » ; il considère que c'est un morceau réussi parce que c'était une collaboration vraiment intéressante, donnant naissance à « une espèce de création traditionnelle ».

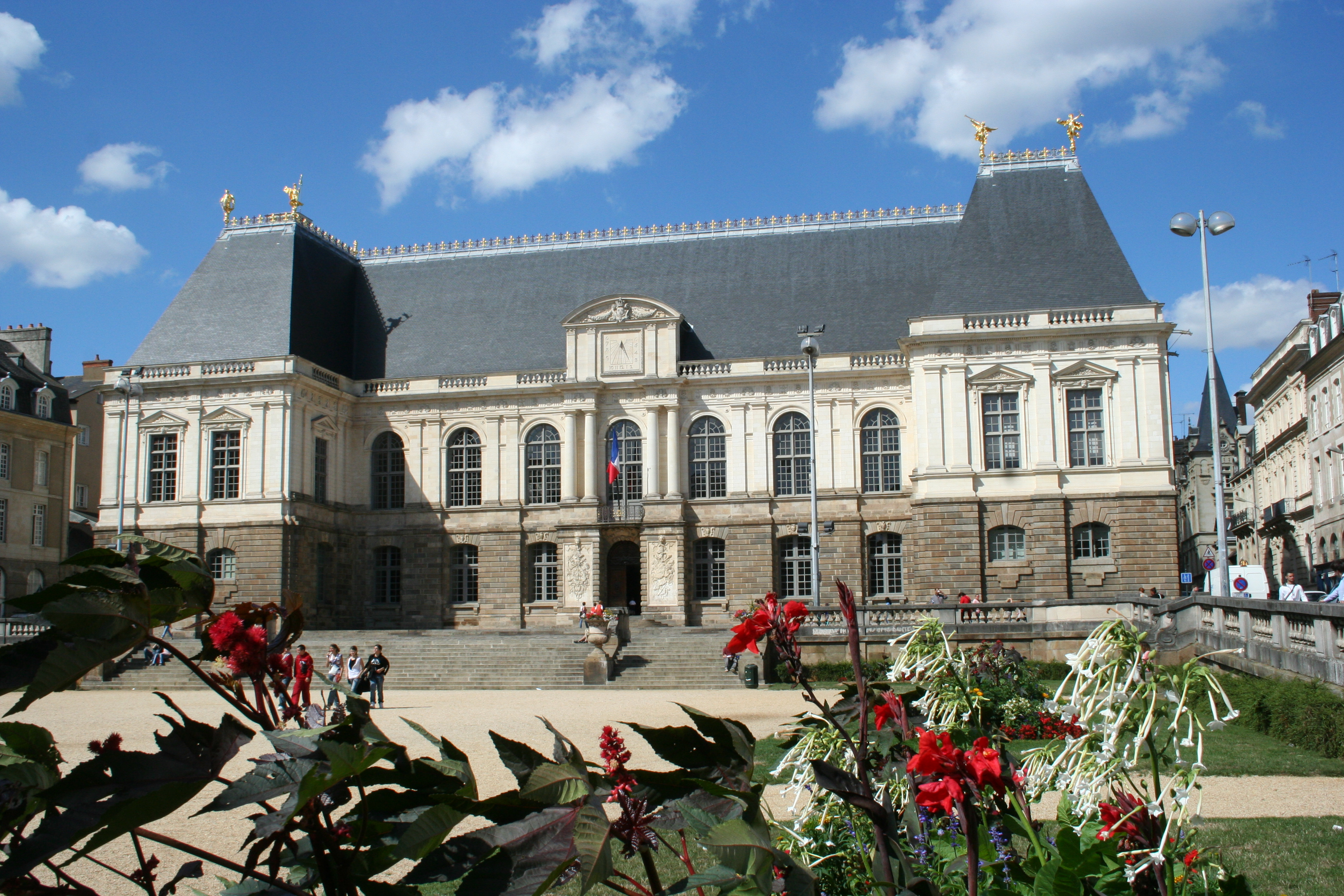
L'envie de reconstruire le Parlement de Bretagne est vue du côté symbolique et politique.

Parlament LamentComplainte écrite par Alan Stivell en breton, avec un chorus inspiré d'un thème irlandais, où se distinguent la harpe et les guitares acoustiques, accompagné d'un chœur d'hommes gallois qui murmure. Elle revient sur la volonté de reconstruction du Parlement de Bretagne après un incendie à la suite d'une manifestation à Rennes en 1994, en insistant dans ses paroles sur le Breizh hor bro. Pour cet hommage, Alan Stivell et Martin Meissonnier sont allés enregistrer 80 mineurs dans un village du pays de Galles, sous un préau d'école. Leur fredonnement qui s'intensifie accompagne le chant d'une manière émouvante. Pour conclure, il est question de la vie des Bretons après avoir retrouvé leur parlement, c'est-à-dire l'identité d'un peuple et de son pays, ses révoltes sociales et sa volonté de retrouver son assemblée (« il sera temps de lui donner un nom »).

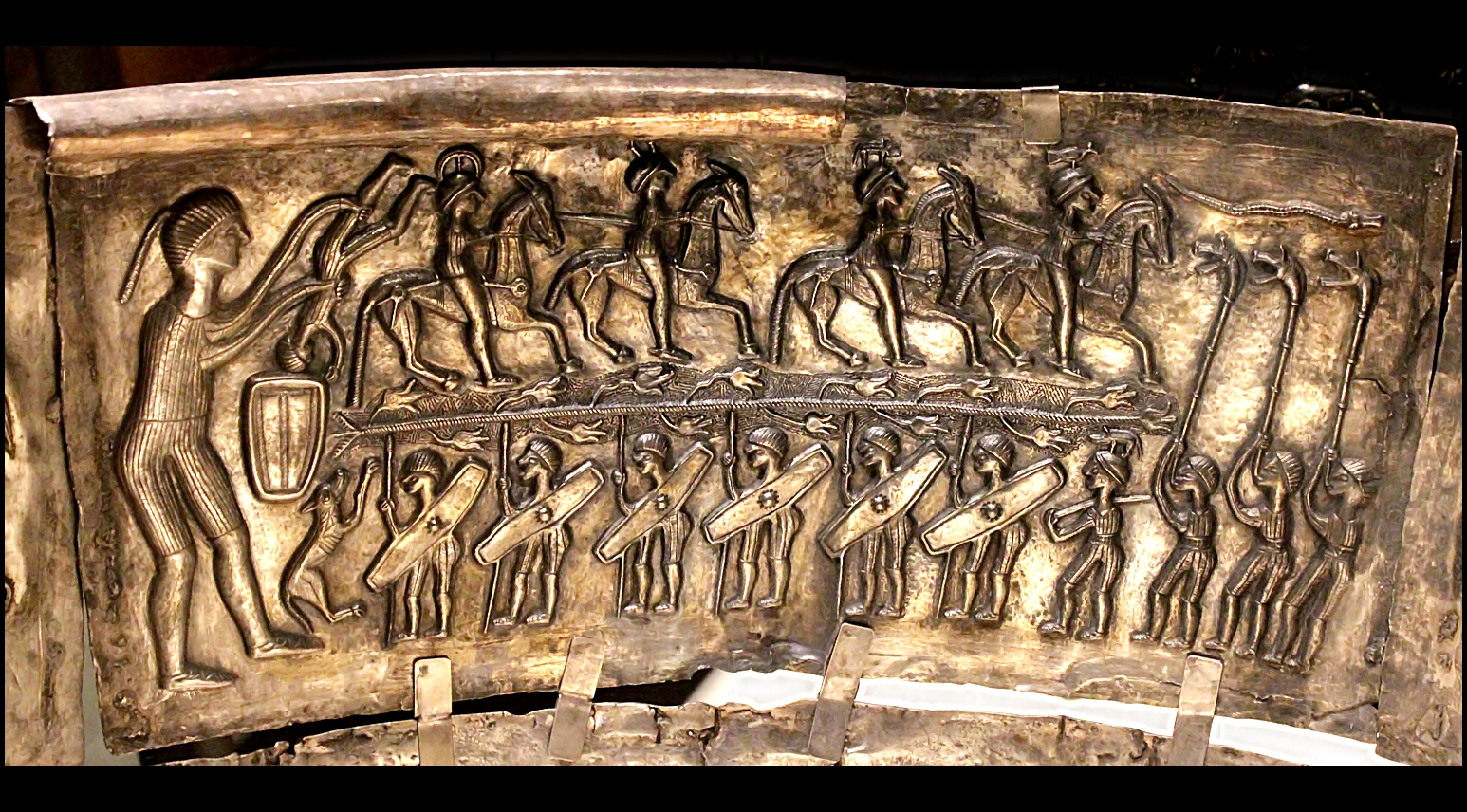
Détail de l'intérieur du Chaudron de Gundestrup servant de pochette au disque.

Lands of my Fathers (Bro Gozh Fy Nhadau)Interprétation à la fois respectueuse et neuve du Bro gozh ma zadoù (« Vieux pays de mes ancêtres »), aux paroles adaptées en breton par Taldir Jaffrennou, et qui intègre ici le refrain gallois de Hen Wlad fy Nhadau, l'hymne du pays de Galles écrit par Evan James qui possède le même air composé par James James. Aux sonorités de la harpe électrique se joignent la guitare électrique de Martin Meissonnier, les percussions très présentes de Xavier Desandre et Mokhtar Samba ainsi que la programmation d'Erwan Le Marc'hadour. Alan Stivell ajoute de la vie à ce qui est considéré comme l'hymne breton, grâce à la chorale galloise Côr Y Brythoniard, le Glasgow Skye Association Pipe Band et même un extrait de Gwlad ! Gwlad ! The Sound of Welsh Rugby pour conclure sur leurs applaudissements. Pour l'artiste, c'est un « chant transfrontalier des peuples brittoniques », qui a « un aspect et une image plus large que le nationalisme replié sur lui-même. ».

### Pochette et disque
En couverture : sur fond rouge, en haut à droite, le nom du chanteur en blanc, au centre gauche, le titre de l'album en noir, une photographie par l'autrichien Erich Lessing (de Magnum) d'un détail du chaudron celte de Gundestrup, objet d'argent décoré par martelage du Ier siècle av. J.-C., aujourd'hui conservé au musée de Copenhague. Le détail choisi montre des guerriers à cheval et à pied, accompagnés par des joueurs de carnyx (sorte de trompette en bronze utilisée par les Celtes de cette époque, notamment pour encourager les combattants et intimider les ennemis).

## Fiche technique

### Liste des morceaux
| 1.    | Brian Boru                         | A. Stivell - Caitlin Maude (Amhran grà Vietnan)                        | A. Stivell - trad. | 5:31 |
| 2.    | Let the Plinn                      | A. Stivell                                                             | A. Stivell - trad. | 4:26 |
| 3.    | Mná na hÉireann (Women of Ireland) | Peadar O Doirnin                                                       | trad. | 3:48 |
| 4.    | Ye Banks And Braes                 | Robert Burns - Paotr Treoure (Hirvoudoù)                               | James Miller | 4:06 |
| 5.    | Mairi's Wedding                    | Hugh S. Robertson                                                      | trad. irlandais - trad. écossais Lewis Bridal song                                                                      | 5:55 |
| 6.    | Cease Fire                         | Théo Dorgan                                                            | A. Stivell - Reel trad. irlandais Maids of Mont Cisco                                                                   | 3:33 |
| 7.    | De' ha bla' (Anniversaire)         | A. Stivell                                                             | trad. | 2:46 |
| 8.    | Sword Dance                        | Hebridean Puirt a-Beul (Chuirinn Air a'Phiob)                          | trad. Strathspey Munlochy Bridge, trad. Strathspey Gille Calum, Reel Highroad to Linton, trad. Menez dance - A. Stivell | 7:34 |
| 9.    | Parlamant Lament                   | A. Stivell                                                             | A. Stivell - chorus inspiré d'un thème irlandais                                                                        | 4:05 |
| 10.   | Lands of My Fathers                | Taldir Jaffrenou (Bro gozh ma zadoù) - Evan James (Hen wlad fy nhadau) | Evan James | 3:48 |
| 45:31 |                                    |                                                                        | |      |

### Crédits

#### Équipe artistique
- Alan Stivell : chant, claviers, harpes celtiques, cornemuse écossaise, bombarde
- Máire Breatnach : chant (1), violon irlandais (6)
- Ronan Browne : uilleann pipes (cornemuse irlandaise) (1, 6, 9), flûte (6), flûte irlandaise (tin whistle) (9)
- Tracey Booth (du groupe Sons of the Desert) : chant (4)
- Marc Chantereau : percussions, caisse claire (1, 5)
- Guy Delacroix : basse acoustique (5, 10), basse électrique (1, 4, 10)
- Xavier Desandre : percussions (1, 4, 10), tambourin (5)
- James Dollar : guitare électrique (2)
- Jean-Jacques Hertz : guitare électrique (1)
- Jim Higgins : bodhràn (6, 9), bongos (6)
- Erwan Le Marc'hadour : programmations (1, 2, 4, 5, 8, 10)
- Mokhtar Samba : batterie (1, 2, 4, 5, 8, 10)
- Martin Meissonnier : guitare électrique (1, 4, 5, 8, 10), design sonore
- Doreen & Sandra Mac Kay (du groupe Tannas) et Mary MacLean : chœurs (2)
- Mel Mercier : bodhràn, os (bones) (6)
- Frank Torpey : bodhràn (6)
- Gerry O'Beirne : guitare (9), ukulélé (6)
- Niall O'Callanàin : bouzouki (6, 9)
- François Ovide : guitare acoustique (9)
- Côr Y Brythoniaid, conduit par Meirion Jones : chœurs (9, 10)
- The Sound Of Welsh Rugby - Gwlad ! Gwlad ! : chœurs additionnels (10)
- Glasgow Skye Association Pipe Band, dirigé par James Cooper, Ian Rodick (pipes) et Allan Craig (drums) (8, 10)

#### Équipe technique
- Alan Stivell (arrangements sauf 6 avec les musiciens de studio irlandais)
- Production : Keltia III
  - Producteur : Martin Meissonnier
- Enregistrement : 
  - Pré-enregistrement : Martin Meissonnier - home-studio d'Alan Stivell
  - Studios et ingénieurs :
    - Franck Mac Namara, Dublin (Irlande), par Sean Devitt
    - Cava, Glasgow (Écosse) par Robin Rankin
    - Sain Mobile à Ysgol Moelwyn Blaenau Ffestiniog (Pays de Galles) par EB Davies
    - Acousti, Paris (France) par Hervé Le Coz, Alain Cluzeau, assistés par Emmanuel Conte
- Mixage : Acousti Studios (Paris) par Jean Trenchant, excepté 3, 6, 7 par Hervé Le Coz
- Mastering : Metropolis Mastering, Chiswick (Angleterre), par Tim Young
- Illustration : Theme From Gundestrup Caldrom (photo Erich Lessing), Agence Magnum
- Réédition :
  - Remastering : Jean-Pierre Chalbos - Studio La Source, Paris
  - Design : Nuit de Chine